# 飛狐外伝
『飛狐外伝』（ひこがいでん、簡体字: 飞狐外传、拼音: Fēihúwàizhuàn）は、金庸の武俠小説のひとつ。『雪山飛狐』の外伝的作品であり、胡斐の少年時代が描かれている。「外伝」と銘打ってはいるが、本編の3倍近い分量であり、主客が逆転しているような印象すら受ける。また、『書剣恩仇録』とも内容がつながっており、共通するキャラクターが多数登場する。

## 概要
1960年から、小説雑誌『武俠與歷史』に連載された。
時代は清の乾隆年間。「武」のみでなく「俠」をも兼ね備えた人物としての胡斐を描いており、どんな恩義も忘れない義俠心の厚さが語られている。

## 登場人物
胡斐（こひ）
胡一刀の遺児。のちに「雪山飛狐」と呼ばれることになる少年俠客。幼い頃、趙半山と義兄弟の契りを交わした。刀の扱いが得意で、ついには「追魂奪命剣」の無塵道人（紅花会二番差配）と500手を超える打ち合いをするまでに成長する。義俠心に厚く、ほとんど見も知らない鍾阿四一家のために鳳天南への報復を誓い、幼い頃に自分のために命乞いをしてくれた馬春花のため福康安と戦う。
程霊素（ていれいそ）
毒手薬王の弟子。毒と薬の扱いについては兄弟子達を超える腕前を持つ。また大した知恵者であり、思慮の足らない胡斐のサポートを担当する。胡斐に惚れており、命がけで尽くした。
袁紫衣（えんしい）
謎の女性。名前は紫色の着物を着ていたことから、便宜上「紫衣」と呼ばれているが本名は「円性」。胡斐が思いを寄せる少女。武術の達人で各流派の掌門（道場主のようなもの）を打ち破り、実力で9つ半分の流派の掌門になる。
苗人鳳（びょうじんほう）
かつて胡斐の父親・胡一刀と親友になりながらも、数奇な運命から死闘を繰り広げた。妻が田帰農と駆け落ちして以来、娘と二人暮らし。田帰農の卑劣な手段によって一時的に失明していたが、胡斐の活躍により視力を回復。胡斐の父の仇ではあるのだが非常な人格者であり、胡斐は復讐に疑問を感じ出す。
馬春花（ばしゅんか）
胡斐の幼い頃、彼の命乞いをした女性。そのため、胡斐は恩を感じている。福康安との間に双子を生むが、連れ去られてしまう。
趙半山（ちょうはんざん）
紅花会の三番差配。暗器の達人で、書剣恩仇録にも登場。幼い頃の胡斐に武術を教えた人物。のちに北京の「天下掌門人大会」で胡斐と再会を果たす。
鳳天南（ほうてんなん）
鍾阿四が田を売らないという理由で、鐘一家を皆殺しにした。また、これに対し義俠心を燃やす胡斐を買収しようとしており、完全な悪役。袁紫衣の母親との因縁がある。
福康安（ふくこうあん）
乾隆帝の私生児。武林の力を弱めようと、「天下掌門人大会」を開催する。

## 書誌情報
単行本
- 徳間書店、岡崎由美 監修、阿部敦子 訳

1. 風雨追跡行　2001年9月。ISBN 4-19-861409-1
2. 愛憎の親子　2001年10月。ISBN 4-19-861426-1
3. 風に散る花　2001年11月。ISBN 4-19-861441-5

文庫本
- 徳間文庫「金庸武侠小説集」、同上

1. 風雨追跡行　2008年8月1日。ISBN 978-4-19-892830-8
2. 愛憎の親子　2008年9月5日。ISBN 978-4-19-892848-3
3. 風に散る花　2008年10月3日。ISBN 978-4-19-892861-2

## 映像化作品
映画
- 『飛狐外傳』 香港 1980年・・・銭小豪（胡斐）、鹿峰（胡一刀）、郭追（苗人鳳）、江生（田帰農）※日本未公開
- 『新飛狐外傳』 香港 1984年・・・フェリックス・ウォン（胡斐）、梁家仁（胡一刀）、萬梓良（苗人鳳）、クウ・クワンツォン（田帰農）※日本未公開
- 『飛狐外傳』 香港 1993年・・・レオン・ライ（胡斐）※日本未公開

テレビドラマ
『雪山飛狐』の原作はかなり短く、逆に外伝の『飛狐外伝』は長い。そのため、この2作をあわせてドラマ化することが多い。その際のタイトルは『雪山飛狐』。
- 『雪山飛狐』 佳藝電視 香港 1977年・・・衛子雲（胡斐/胡一刀）、白彪（苗人鳳）、羅楽林（田帰農）※日本未公開
- 『雪山飛狐』 無綫電視（TVB） 香港 1985年・・・呂良偉（胡斐/胡一刀）、謝賢（苗人鳳）、ケネス・ツァン（田帰農）※日本未公開
- 『雪山飛狐』 台湾電視公司（TTV） 台湾 1991年・・・孟飛（胡斐/胡一刀）、慕思成（苗人鳳）、湯鎮宗（田帰農）※日本未公開
- 『雪山飛狐』 無綫電視（TVB） 香港 1998年・・・陳錦鴻（胡斐）、フェリックス・ウォン（胡一刀）、尹揚明（苗人鳳）、チョン・シウファイ（田帰農）※日本未公開
- 『雪山飛狐』 亜州電視（AVB） 香港 2007年・・・ニエ・ユエン（胡斐）、アンソニー・ウォン（胡一刀）、アレックス・フォン（苗人鳳）、パトリック・タム（田帰農）
- 『飛狐外伝 レガシー・オブ・ヒーロー』 中国 2022年・・・チン・ジュンジエ（胡斐/胡一刀）、リャン・ジェイ（袁紫衣）、シン・フェイ（程霊素）、リン・ユーシェン（苗人鳳）、ピーター・ホー（田帰農）